# ماجد أديب زاده
ماجد أديب زاده (بالفارسية: مجید ادیب‌زاده) (بالإنجليزية: Majid Adibzadeh)‏ (ولد في 1980) كاتب وباحث إيراني في مجال السياسة والتاريخ والثقافة وقضايا العلوم الإنسانية إيران.

## البحث العلمي
كُتُبه حول المواضيعِ مثل «نظريات الديمقراطية»، «العلوم الإنسانية والجامعة في إيران»، «أصول العقلانية الحديثة والحداثة في إيران»، «الدولة الحديثة في إيران»، «الظروف التاريخية للتفكير العلمي في إيران»، «أدب فارسي حديث، وثقافة إيراني السياسيةِ» و «الخطابات الإيرانية، والتحديات السياسيةِ بين إيران والغرب».

## مؤلفاته
- قفزة الترشيد في فجر إيران الحديثة (بفارسية). طهران: دار النشر ققنوس. 2014. ISBN:978-600-278-078-2.{{استشهاد بكتاب}}:  صيانة الاستشهاد: لغة غير مدعومة (link)
- علم الأنساب التفكير العلمي في إيران (بفارسية). طهران: دار النشر ألفبای فرهنگ. 2013. ISBN:978-600-93557-0-9.{{استشهاد بكتاب}}:  صيانة الاستشهاد: لغة غير مدعومة (link)
- إمبراطورية الأساطير وصورة الغرب: التحليل النفسي للخطاب الأدبي في إيران مِنْ 1953 إلى 1978 (بفارسية). طهران: دار النشر ققنوس. 2012. ISBN:978-964-311-991-1.{{استشهاد بكتاب}}:  صيانة الاستشهاد: لغة غير مدعومة (link)
- الحداثة الخصبة والتفكير غير المنتجة: التحدي التاريخي الدولة الحديثة والخصوبة العلوم الإنسانية في إيران (بفارسية). طهران: دار النشر ققنوس. 2011. ISBN:978-964-311-911-9.{{استشهاد بكتاب}}:  صيانة الاستشهاد: لغة غير مدعومة (link)
- الديمقراطية المعرفة: حول إضفاء الطابع الديمقراطي على المعرفة (بفارسية). طهران: دار النشر ققنوس. 2009. ISBN:978-964-311-802-0.{{استشهاد بكتاب}}:  صيانة الاستشهاد: لغة غير مدعومة (link)
- اللغة والخطاب و السياسة الخارجية: جدلية التمثيل من الغرب في العالم الرمزي الإيرانية (بفارسية). طهران: دار النشر أختران. 2008. ISBN:978-964-8897-54-8.{{استشهاد بكتاب}}:  صيانة الاستشهاد: لغة غير مدعومة (link)